# Arubaans voetbalelftal (vrouwen)
Het Arubaans vrouwenvoetbalelftal is een voetbalteam dat uitkomt voor Aruba bij internationale wedstrijden, zoals de CONCACAF Gold Cup voor vrouwen.

## CONCACAF

### CONCACAF kampioenschap
- 1991: Niet deelgenomen
- 1993: Niet deelgenomen
- 1994: Niet deelgenomen
- 1998: Niet deelgenomen

### CONCACAF Gold Cup
- 2000: Niet deelgenomen
- 2002: Niet deelgenomen
- 2006: Niet gekwalificeerd
- 2010: Niet deelgenomen

## WK historie
- 1991: Niet deelgenomen
- 1995: Niet deelgenomen
- 1999: Niet deelgenomen
- 2003: Niet deelgenomen
- 2007: Niet gekwalificeerd
- 2011: Niet deelgenomen